# Weiser Dawidek
Weiser Dawidek ist ein Roman des polnischen Schriftstellers Paweł Huelle. Er erschien in der Originalausgabe 1987. Die Handlung spielt im Danzig der Nachkriegszeit. Auf Deutsch erschien der Roman in der Übersetzung durch Renate Schmidgall erstmals 1990 im Luchterhand Literaturverlag. 2001 erschien ein Film nach dem Roman, siehe Weiser.

## Geschichte
Dawidek Weiser ist ein jüdischer Junge. Plötzlich aufgetaucht, ist er einen Sommer lang der faszinierende Mensch für eine ganze Schule, oder wenigstens für den Erzähler. Weiser schwebt in religiöser Meditation in der Luft, löst selbstentworfene Explosionen aus, kann den Löwen im Zoo zähmen und ist ein begnadeter Fußballspieler. So macht sich der Erzähler Jahre nach seinem mysteriösen Verschwinden nach einer von Weiser ausgelösten Explosion auf die Suche nach ihm und versucht in eigenen Reflexionen über diese Zeit – die 1950er Jahre – und in Gesprächen mit anderen damaligen Bekannten und der Freundin Weisers dessen Persönlichkeit zu ergründen. Diese Aufgabe scheint zu groß für den Erzähler, und scheinbar kann er Weisers Geheimnis nicht lüften. An die Stelle der „Wahrheit“ um Weiser tritt das farbige Bild Danzigs zu dieser Zeit, wie es aus der Perspektive eines zwölfjährigen Schülers erscheint: Badeplätze an Flüssen, die Natur der Umgebung, der Alltag einer polnischen Familie und am Rande auch politische Szenen.

## Rezensionen
Die Rezension stellte als das Neue an Huelles Roman das Verhältnis zum Deutschen in Danzig heraus, das in Polen nach 1945 lange nicht mehr wahrgenommen wurde: „Zum ersten Mal in einem polnischen Roman wird das deutsche Danzig entdeckt. Huelles Hauptfigur führt seine Freunde in die „geheime Topographie der Stadt“ ein, beschwört fremd klingende deutsche Straßen, zeigt die Häuser berühmter Danziger. Die Assoziation zu Günter Grass’ Danzig-Trilogie ist gewollt.“

## Ausgaben
- Who Was David Weiser? Bloomsbury Publishing. ISBN 978-0-7475-0882-3